# Fabianów (powiat pleszewski)
Fabianów – wieś w Polsce położona w województwie wielkopolskim, w powiecie pleszewskim, w gminie Dobrzyca, nad Lutynią.

## Historia
Do 1946 roku miejscowość była w posiadaniu rodziny Küttnerów, wówczas Niemcy zostali wysiedleni z tych terenów, natomiast ich majątki wywłaszczono. 
W Fabianowie, w pobliżu stodoły  miała miejsce tzw. zbrodnia pleszewska - napad na samochód przewożący pieniądze z banku w Pleszewie do Krotoszyńskich Zakładów Przemysłu Terenowego w Dobrzycy. O zbrodnię zostali oskarżeni Stanisław G., Edward B. oraz Władysław K. Zginęły cztery osoby, taksówkarz oraz pracownicy zakładów, będący pasażerami pojazdu. 
We wsi znajdował się przystanek rozebranego odcinka Krotoszyn – Pleszew Krotoszyńskiej Kolei Dojazdowej. Linię zamknięto 12 stycznia 1986. 
W latach 1975–1998 miejscowość należała administracyjnie do województwa kaliskiego.

## Zespół parkowo-pałacowy
We wsi znajduje się zabytkowy pałac, wzniesiony w stylu eklektycznym wraz z parkiem krajobrazowym pochodzącym z drugiej połowy XIX wieku. Rosną w nim okazałe robinie akacjowe, lipy drobnolistne, dęby błotne oraz sosna wejmutka. Na terenie parku położony jest staw z wyspą oraz altany widokowe. Pałac mieści dom pomocy społecznej, przeznaczony dla kobiet niepełnosprawnych intelektualnie oraz przewlekle psychicznie chorych na około sto miejsc.